# Нихвор
Нихвор — деревня в Гаринском городском округе Свердловской области России.

## Географическое положение
Деревня Нихвор расположена в 30 километрах (по дороге в 33 километрах) к юго-востоку от посёлка Гари, в лесной местности на правом берегу реки Нихвор (левого притока реки Анеп, бассейна реки Тавды). В деревне имеется пруд.
На противоположном берегу Анепа расположена деревня Петим.

## История
Нихвор на мансийском языке означает  лиственничный лес.
Деревня основана в начале XX века в ходе Столыпинской аграрной реформы, когда крестьянам было разрешено выходить из общины на хутора и отруба. 

## Население
| 2002 | 2010 | 2021 |
| ---- | ---- | ---- |
| 142  | ↘79  | ↘37  |